# Стадіон Жозе ду Регу Масіел
Стадіон Жозе ду Регу Масіел (порт. Estádio José do Rego Maciel) також відомий як Стадіон Арруда (порт. Estádio do Arruda) — багатофункціональний стадіон у місті Ресіфі, Пернамбуку, Бразилія, що переважно використовується для футбольних матчів. Він був збудований в 1972 році та може вмістити 60 тис. глядачів. Стадіон названий на честь Жозе ду Регу Масіела, мера Ресіфі з 1952 по 1955 роки.